# Profezia (singolo)
Profezia è un singolo del rapper italiano Leon Faun pubblicato il 12 maggio 2023 come primo estratto dal secondo album in studio Leon. Il brano parla del padre del rapper, seppur in forma velata.

## Tracce
Testi di Leon de la Vallée, musiche di Alessio Marullo.
1. Profezia – 2:19